# Изгнание Илиодора
«Изгнание Илиодора из храма» (итал. Cacciata di Eliodoro dal Тempio) – фреска художника эпохи Высокого Возрождения Рафаэля Санти, написанная между 1511 и 1512 годами в Апостольском дворце в Ватикане, в комнате, известной по названию фрески Станца д'Элиодоро (итал.  Stanza di Eliodoro ). Это помещение (итал.  stanza — комната) входит в комплекс из четырёх залов, объединённых наименованием «Станцы Рафаэля».

## История
Эскизы для росписи этой комнаты, предназначенной для папских аудиенций, Рафаэль начал готовить летом 1511 года. В июне папа Юлий II вернулся в Рим после проигранной военной кампании против французов, которая привела к потере Болоньи и сохраняющейся угрозе экспансии иностранных армий на Апеннинский полуостров. Поэтому и в программе фресок отражена идея защиты, которую Бог дарует Церкви в тяжёлые моменты её истории, а конкретные сюжеты посвящены чудесным вмешательствам божественной силы в земные события.

## Композиция фрески
Четыре композиции на стенах зала представляют следующие сюжеты: «Изгнание Илиодора из храма» (1511—1512), «Месса в Больсене» (1512), «Освобождение Святого Петра из темницы» (1513—1514), «Встреча Льва Великого с Аттилой» (1514).
Композиция «Изгнание Илиодора из храма» (итал. Cacciata di Eliodoro dal Тempio), давшая названию залу, написана на ветхозаветный сюжет из 2-й книги Маккавеев. Илиодор (греческая транскрипция Гелиодо́р) был сановником сирийского царя Селевка IV Филопатора. Он явился в Иерусалимский храм по приказу царя с целью конфисковать хранящиеся там золотую утварь и «многие сокровища, имущество вдов и сирот». Священники, падая ниц перед алтарём, «взывали на небо», в городе начались волнения.
Неожиданно в храме Илиодору «явился им конь со страшным всадником, покрытый прекрасным покровом: быстро несясь, он поразил Илиодора передними копытами, а сидевший на нём, казалось, имел золотое всеоружие» (2Мак. 3:25). Затем явились два юноши, которые начали бичевать Илиодора. Божественный всадник и два юноши были посланы Господом в ответ на мольбы первосвященника Онии. После этого Илиодор заболел, а выздоровев, оставил планы по разграблению Храма и отговорил своего царя.
На фреске, согласно тексту, конь топчет копытами поверженного на землю Илиодора, а два божественных юноши секут его розгами. Композиция фрески условно представляет Иерусалимский храм с молящимся в центре первосвященником. Слева изображён покровитель Рафаэля — папа Юлий II, наблюдающий за сценой из своего паланкина в окружении сирот и вдов, справа — изгоняемый всадником Илиодор. Менора в центре указывает на то, что изображаемые события происходят во времена Второго Храма, до рождения Христа.
Архитектоника сцены напоминает фреску «Афинская школа», но отличается большей экспрессией и динамикой, которые характеризуют эволюцию индивидуального стиля Рафаэля. Г. Вёльфлин в книге «Классическое искусство» выразительно и точно писал об особенностях росписи комнаты в целом и, в особенности, о новациях индивидуального стиля Рафаэля, явленных именно в этой композиции. «После картин с отвлечёнными сюжетами Станцы делла Сеньятура мы вступаем во вторую комнату, посвящённую росписям исторического содержания и, даже более того, росписям нового большого живописного стиля. Фигуры здесь крупнее по размерам и сильнее своей пластикой… Нет больше искусственных, тонко объединённых групп, а лишь мощные массы, с помощью ярких контрастов, приподнимающие друг друга. Ничего не остаётся от их полуправдивого изящества и от позирующих философов и поэтов; взамен этого — много страсти и выразительного движения».
Драматизм и динамика сцены таковы, что кажется, будто событие разворачивается на глазах зрителя: стремительно, слева направо. Особенно замечательно нарисован всадник, фигуры «божественных юношей» и юношей, взобравшихся на постаменты колонн. Перспектива повторяющихся арок уводит взгляд в глубину, к фигуре молящегося первосвященника Иерусалимского храма.